# إبراهيم كبة
الدكتور إبراهيم عطوف كبة هو اقتصادي وسياسي عراقي ولد في النجف عام 1919 وتوفي 2004. شغل منصب وزير الاقتصاد في أول حكومة جمهورية عراقية بعد سقوط الحكم الملكي بعد ثورة 14 تموز 1958 حتى إعفائه في 16 شباط 1960 ليخلفه الزعيم الركن أحمد محمد يحيى.
بتاريخ 1 كانون الثاني 1962، رقي إبراهيم كبة من مدرس إلى أستاذ مساعد في جامعة بغداد، لكنه عزل من الجامعة بعد انقلاب 8 شباط 1963 وليعتقل ويودع في السجن، ثم أفرج عنه عام 1965 في عفو رئاسي ويعمل في تدريس طلبة الإعدادية الشرقية للبنين قبل معاودته التدريس الجامعي في مادة الاقتصاد السياسي – تاريخ الفكر الاقتصادي في جامعتي بغداد والمستنصرية. أحيل على التقاعد عام 1977.

## السيرة الدراسية
بعد انهائه دراسته الثانوية دخل كلية الحقوق في بغداد وتخرج منها بدرجة الشرف الأولى عام 1940 – 1941، ثم تابع دراسته في مصر حيث حصل على شهادة دبلوم الدراسات العليا في الاقتصاد السياسي من جامعة القاهرة في 13/7/1946، ومن ثم شهادة دبلوم الدراسات العليا في القانون العام من جامعة القاهرة بتاريخ 5 تموز 1947، وتابع دراسته في فرنسا حيث حصل على شهادة دبلوم الدراسات العليا في القانون العام من جامعة باريس/كلية الحقوق بتاريخ 22 تشرين الثاني 1948 وشهادة دبلوم الدراسات العليا في الاقتصاد السياسي من جامعة مونبليه في 19 حزيران 1951.

## أعماله
منذ عام 1947، أصبح إبراهيم كبة من أشد أنصار الاشتراكية العلمية والاقتصاد الماركسي والمنهج المادي الجدلي في الموقف من الحياة وتقييم المدارس الفكرية جمعاء بما في ذلك إنتاج الفكر العربي الإسلامي وخاصة إنتاج ابن خلدون.
وله العشرات من الكتب والدراسات والمقالات التي أحصاها ابنه سلام.
ومن أهم مؤلفاته كتاب «دراسات في تاريخ الاقتصاد والفكر الاقتصادي».